# 图尔农圣马丁
图尔农圣马丹（法語：Tournon-Saint-Martin，法語發音：[tuʁnɔ̃ sɛ̃ maʁtɛ̃]）是法国安德尔省的一个市镇，位于该省西部，属于勒布朗区。

## 地理
图尔农圣马丹（46°44'4"N, 0°57'15"E）面积25.82 平方千米，位于法国中央-卢瓦尔河谷大区安德尔省，该省份为法国中部省份，北起卢瓦-谢尔省，西北接安德尔-卢瓦尔省，西南接维埃纳省，南至克勒兹省和上维埃纳省，东临谢尔省。
与图尔农圣马丹接壤的市镇（或旧市镇、城区）包括：吕赖、吕勒伊、克勒兹河畔内翁、普利尼圣皮埃尔、普勒伊城、克莱斯河畔博赛、图尔农圣皮埃尔。
图尔农圣马丹的时区为UTC+01:00、UTC+02:00（夏令时）。

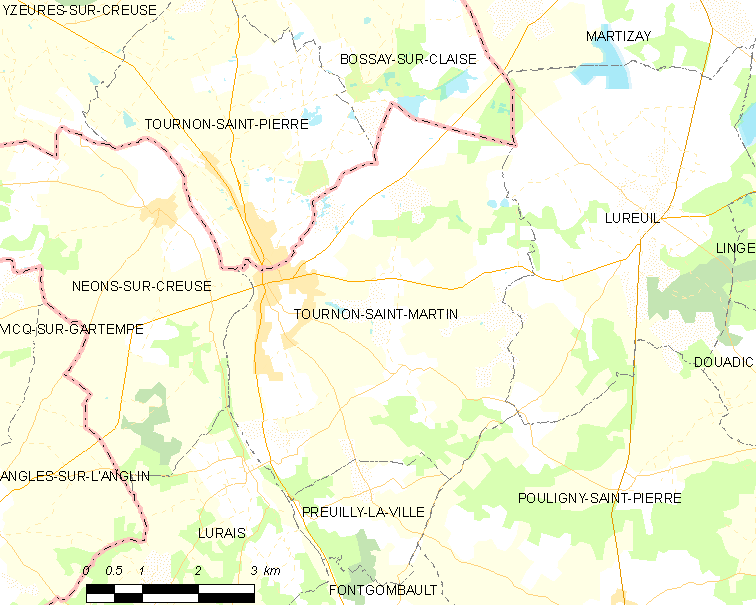
图尔农圣马丹的OSM定位图

## 行政
图尔农圣马丹的邮政编码为36220，INSEE市镇编码为36224。

## 政治
图尔农圣马丹所属的省级选区为勒布朗县。

## 人口

1962-2008年间图尔农圣马丹人口变化图示

图尔农圣马丹于2022年1月1日时的人口数量为1120人。